# Dag Malmberg

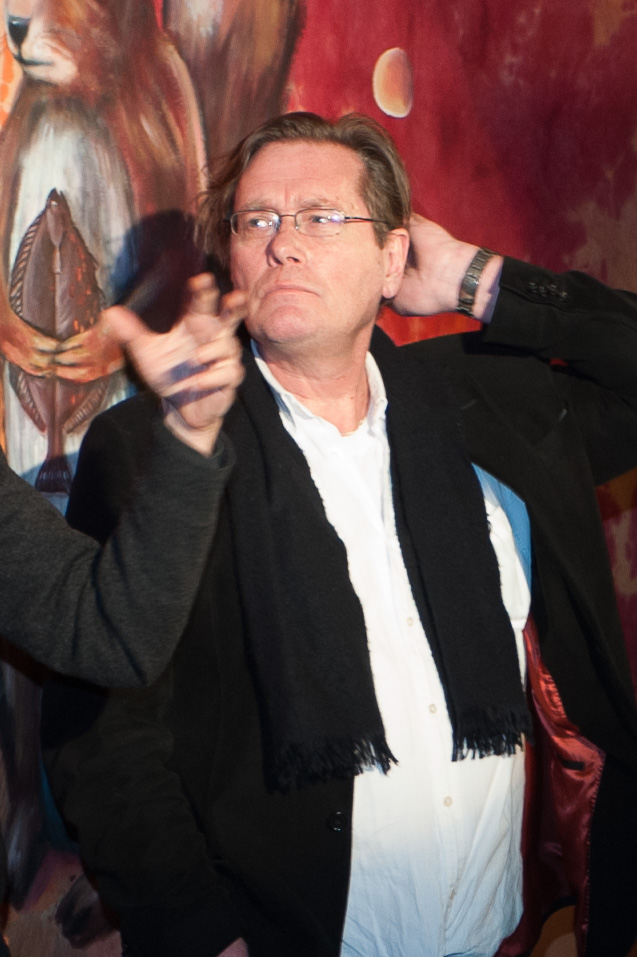
Dag Malberg, in 2010 in Stockholm

Dag Åke Sigvard Malmberg (Gävle, 18 januari 1953) is een Zweeds acteur en regisseur, die buiten Scandinavië vooral bekendheid geniet door zijn rol van poltiecommissaris Hans Petterson, in de Deens-Zweedse televisieserie The Bridge.
Malberg studeerde sociologie en geschiedenis aan de Universiteit van Göteborg. Hij werkte eerst in de havens alvorens toneelknecht te worden bij de stedelijke schouwburg in Göteborg. Daarna begon hij een eigen loopbaan als acteur en regisseur.

## Filmografie
- Springfloden (2016)
- The Bridge (2011-2015)
- Call Girl (2012)
- Göta kanal 3 – Kanalkungens hemlighet (2009)
- Stenhuggaren (2009)
- Irene Huss (2008)
- Saltön (2005-2016)
- Krama mig (2005)
- En sång för Martin (2001)
- Den bästa sommaren (2000)
- Jakten på en mördare (1999)
- Sjätte dagen (1999)
- Glappet (1997)
- År av drömmar (1994)
- Träpatronerna (1998)